# Vzpírání na Letních olympijských hrách 1924
Vzpěračské soutěže na Letních olympijských hrách 1924 v Paříži.

## Medailisté

### Muži
| Kategorie   | Zlato                               | Stříbro                             | Bronz                                 |
| ----------- | ----------------------------------- | ----------------------------------- | ------------------------------------- |
| 60 kg       | Pierino Gabetti · Itálie (ITA)      | Andreas Stadler · Rakousko (AUT)    | Arthur Reinmann · Švýcarsko (SUI)     |
| 67,5 kg     | Edmond Decottignies · Francie (FRA) | Anton Zwerina · Rakousko (AUT)      | Bohumil Durdis · Československo (TCH) |
| 75 kg       | Carlo Galimberti · Itálie (ITA)     | Alfred Neuland · Estonsko (EST)     | Jaan Kikkas · Estonsko (EST)          |
| 82,5 kg     | Charles Rigoulot · Francie (FRA)    | Fritz Hünenberger · Švýcarsko (SUI) | Leopold Friedrich · Rakousko (AUT)    |
| nad 82,5 kg | Giuseppe Tonani · Itálie (ITA)      | Franz Aigner · Rakousko (AUT)       | Harald Tammer · Estonsko (EST)        |

## Přehled medailí
| Pořadí | Země                 | Zlato | Stříbro | Bronz | Celkově |
| ------ | -------------------- | ----- | ------- | ----- | ------- |
| 1.     | Itálie (ITA)         | 3     | 0       | 0     | 3       |
| 2.     | Francie (FRA)        | 2     | 0       | 0     | 2       |
| 3.     | Rakousko (AUT)       | 0     | 3       | 1     | 4       |
| 4.     | Estonsko (EST)       | 0     | 1       | 2     | 3       |
| 5.     | Švýcarsko (SUI)      | 0     | 1       | 1     | 2       |
| 6.     | Československo (TCH) | 0     | 0       | 1     | 1       |
| Celkem | Celkem               | 5     | 5       | 5     | 15      |